# Matissowinsel (Sankt Petersburg)
Die Matissowinsel (russisch Матисов остров Matissow ostrow, wissenschaftliche Transliteration Matisov ostrov; auch: finnisch Kala-Saari „Fischinsel“) ist eine Flussinsel in der russischen Stadt Sankt Petersburg. Die Insel ist dem Stadtbezirk Admiralteiski zugeordnet. Sie befindet sich im Newa-Delta und wird im Norden durch die Moika, im Westen von der Newa sowie im Süden und Osten von der Prjaschka umflossen. Der größte Teil der Insel wird vom Werksgelände der Admiralitätswerft eingenommen, das sich bis auf die benachbarte Kolomnainsel erstreckt. Unmittelbar neben dem Werksgelände befindet sich am nördlichen Ende das „Psychiatrische Krankenhaus St. Nikolaus der Wundertäter“ (Психиатрическая больница Св. Николая Чудотворца Psichiatritscheskaja bolniza Sw. Nikolaja Tschudotworza), das größte seiner Art in Sankt Petersburg. Eine Wohnbebauung findet sich lediglich in einem kleinen Teil im Südosten der Insel.

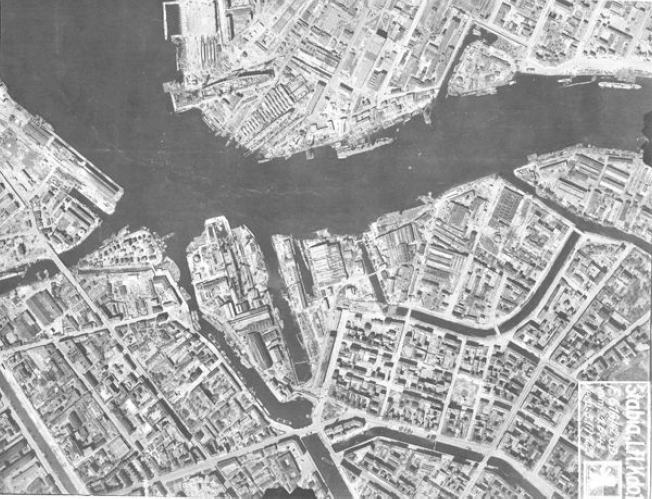
Matissowinsel (Luftbild 1942)
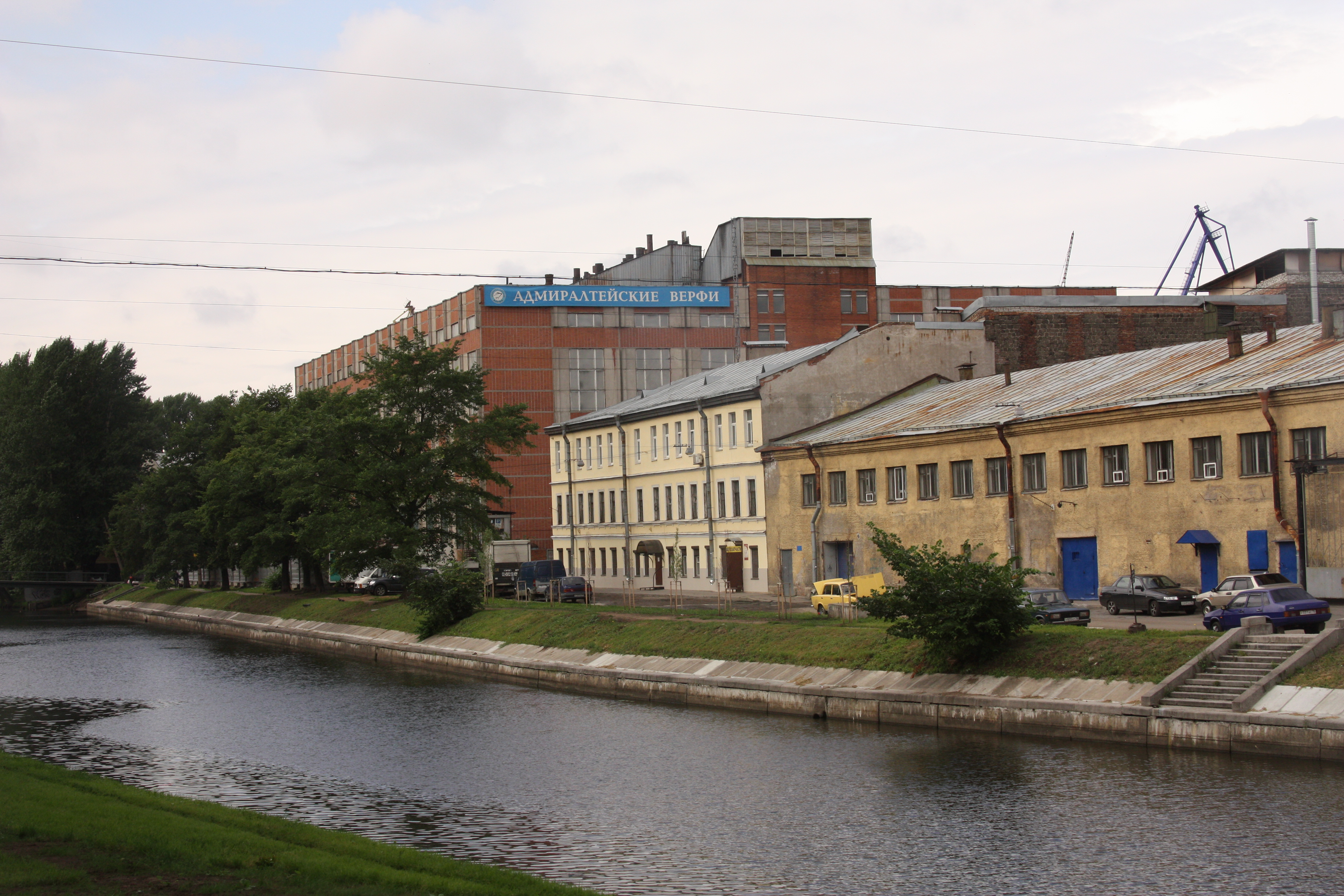
Admiralitätswerft
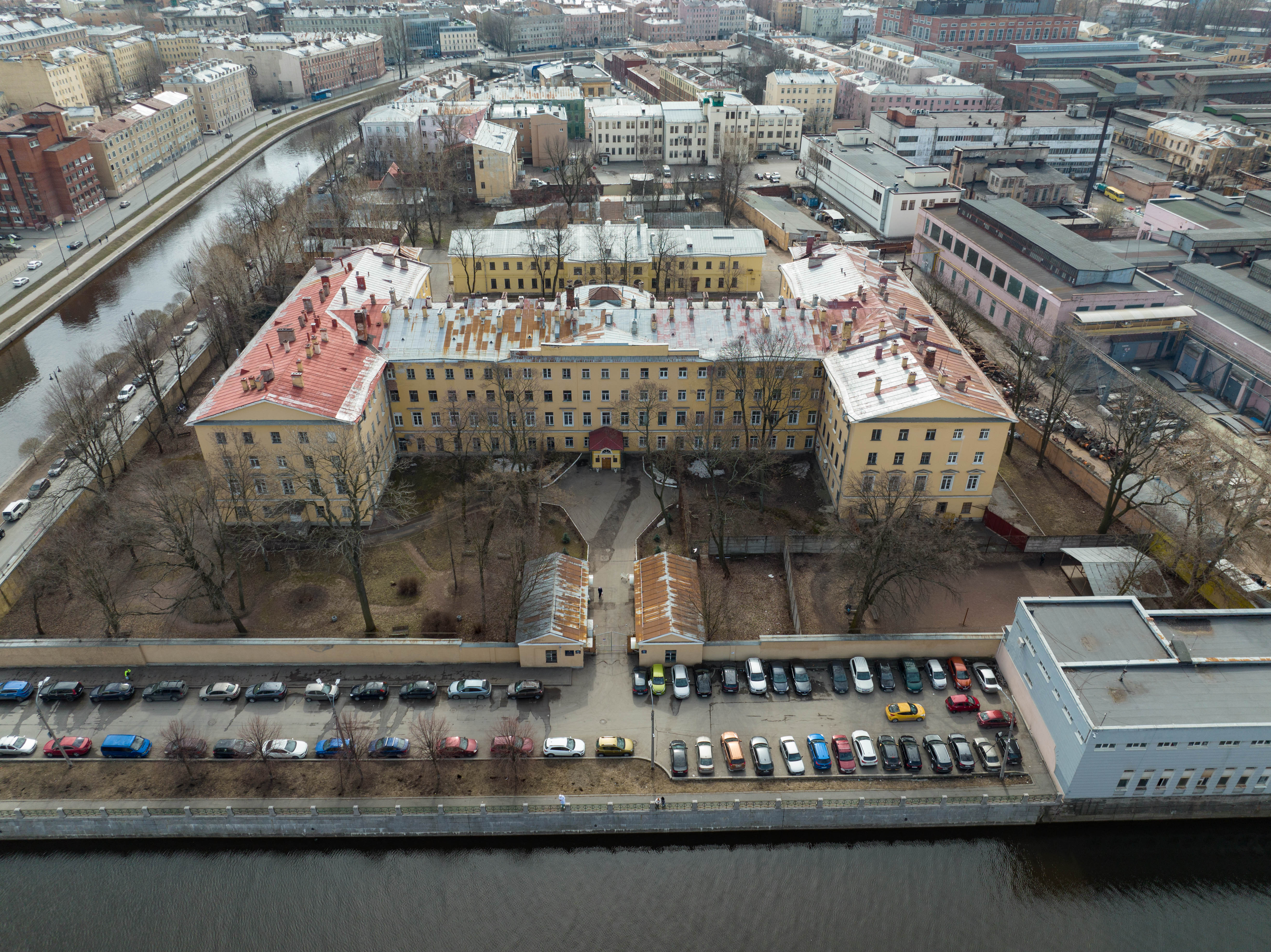
Psychiatrisches Krankenhaus St. Nikolaus der Wundertäter
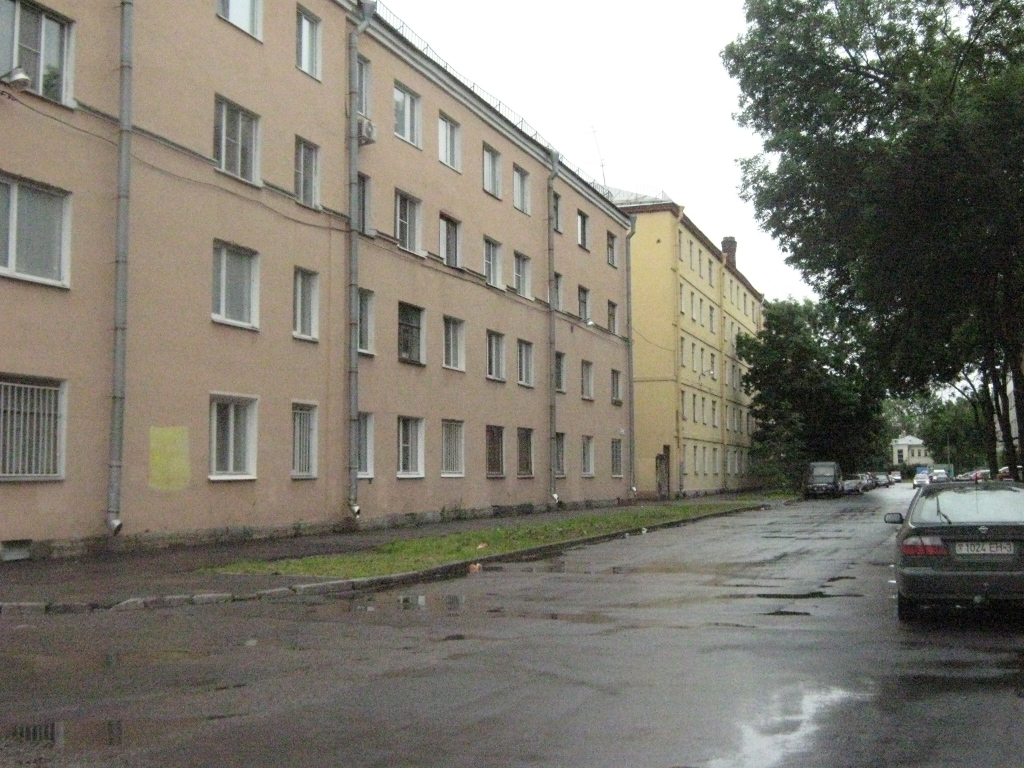
Wohngebiet (hier Perewosnaja Uliza)

## Entstehungsgeschichte
Das historische Zentrum von Sankt Petersburg liegt zwischen den Flüssen Newa und Fontanka. In diesem Gebiet lagen vor der Stadtgründung im Jahr 1703 ursprünglich zwei Inseln. Die Insel zwischen Newa und Moika ist auf schwedischen Karten von 1676 und 1682 mit dem finnischen Namen Usadisa (Usadissa-Saari „Usadissa-Insel“) bezeichnet. Die Insel zwischen der Moika und der Fontanka nannten die Schweden mit finnischem Namen Peryka-Saari („Peryka-Insel“).
Ursprünglich war die Matissowinsel Teil der Kolomnainsel, bis die Prjaschka in ein neues Bett verlegt wurde und so dieser Teil abgetrennt wurde.

## Brücken
Die Schiffbrücke verbindet die Matissowinsel mit der benachbarten Neuen Admiralitätsinsel. Folgende vier Brücken verbinden die Insel mit der Kolomnainsel:
1. Aussichtsbrücke (russisch Подзорный мост Podsorny most)
2. Baird-Brücke (Бердов мост Berdow most) – eine Fußgängerbrücke, die nach Charles Baird (1766–1843) (russisch Чарльз Берд Tscharls Berd) benannt wurde, dem Teilhaber und späteren Alleineigentümer der St. Petersburger Firma Morgan, einer kleinen Eisengießerei auf der Matissowinsel.[5]
3. Badebrücke (Банный мост Banny most)
4. Matissowbrücke (Матисов мост Matissow most)

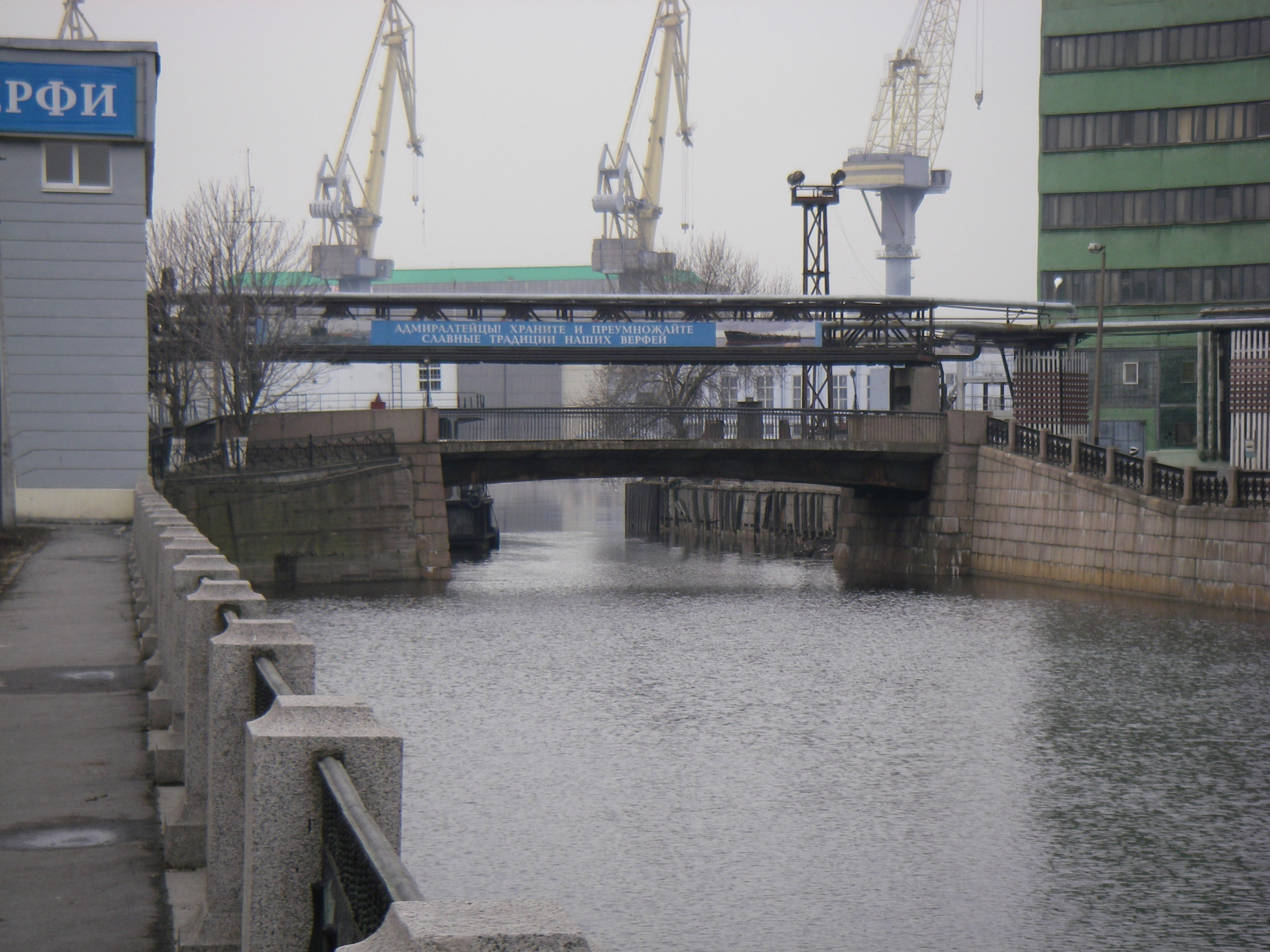
Schiffbrücke
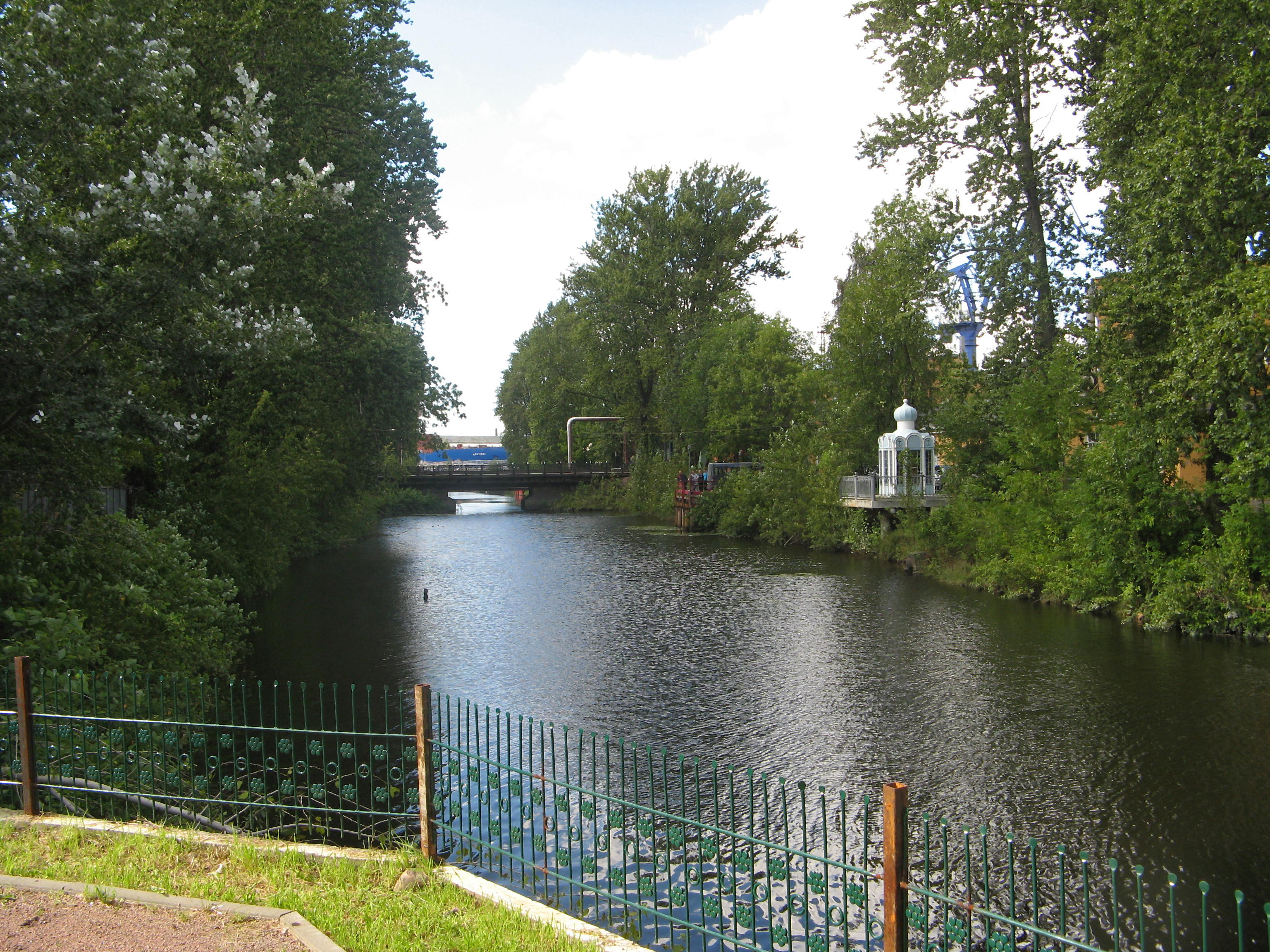
Aussichtsbrücke
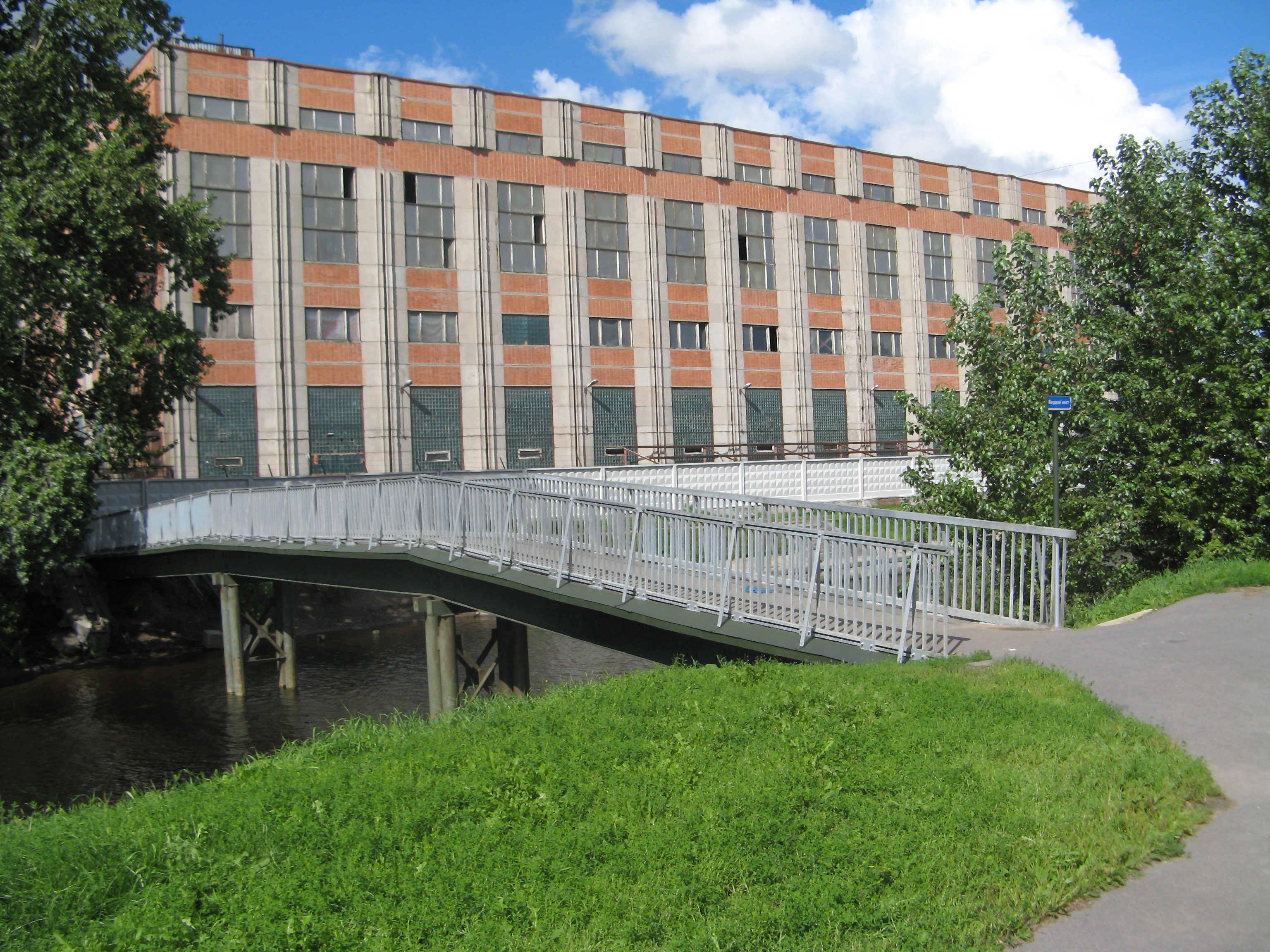
Baird-Brücke
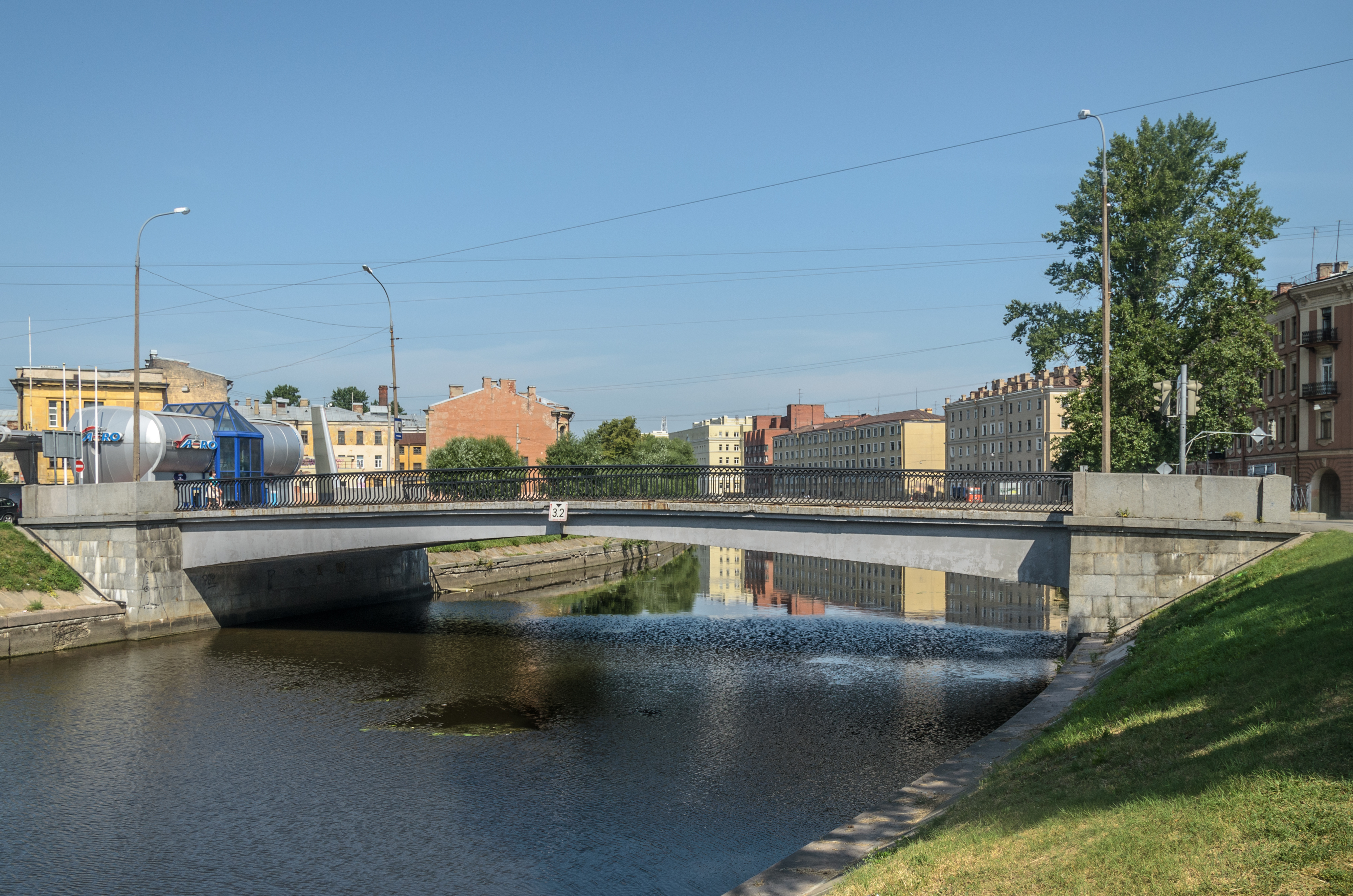
Badebrücke
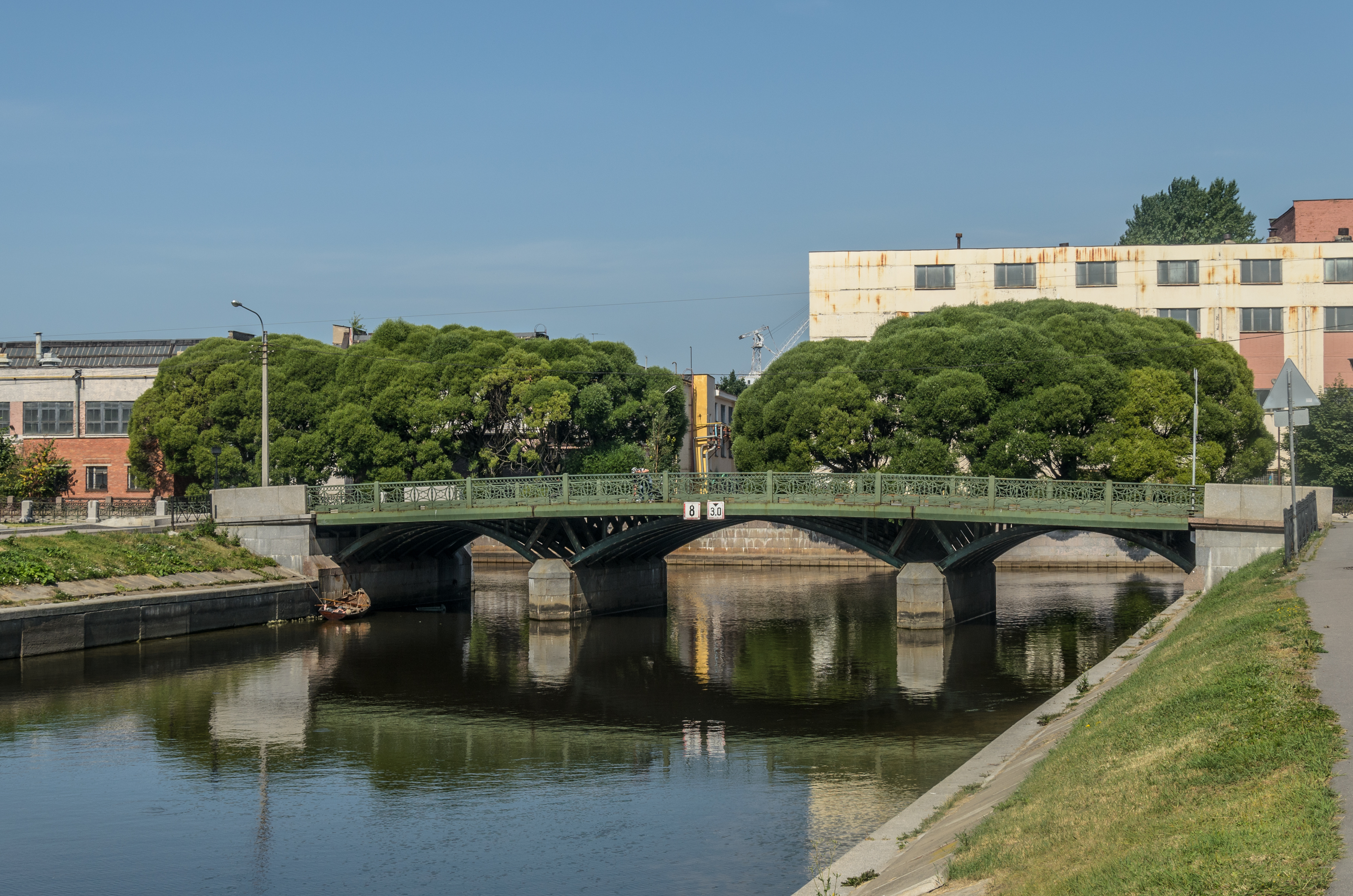
Matissowbrücke